# Iglesia de Betfagé
La Iglesia de Betfagé que significa "casa de la brevas", es una iglesia franciscana ubicada en el Monte de los Olivos en Jerusalén. Contiene una piedra que tradicionalmente fue identificada como la que Jesús habría usado para montar un asno que le sirvió como transporte en el inicio de su procesión a Jerusalén. La iglesia actual, construida en 1883, se apoya en los cimientos de una capilla del siglo XII que los cruzados construyeron en la antigua aldea de Betfagé, que ahora es una parte de Jerusalén, pero hace dos mil años habría sido un pueblo separado entre Betania y Jerusalén.